# PGC 2681633
LEDA/PGC 2681633 ist eine Galaxie im Sternbild Drache am Nordsternhimmel. Sie ist schätzungsweise 640 Millionen Lichtjahre von der Milchstraße entfernt und hat einen Durchmesser von etwa 115.000 Lichtjahren.
Im selben Himmelsareal befinden sich u. a. die Galaxien NGC 4210, NGC 4256, PGC 38954, PGC 2681073.